# بولس أنطاكي
المطران بولس أنطاكي (16 يناير 1927 القاهرة، مصر - 29 ديسمبر 2011) كان رئيس أساقفة النوبة الفخري للروم الملكيين الكاثوليك منذ 1968 و حتى 2011.

## حياته
درس بولس أنطاكي في مدارس الفرير بالقاهرة، و بعد إتمام دراسته في إكليريكية القديسة حنة بالقدس رُسم كاهنًا في 2 يوليو 1950. خدم في كنيسة العذراء الطاهرة بالإبراهيمية في الإسكندرية منذ 1951 و حتى 1954 و بعدها انتقل للقاهرة حيث صار رئيسًا للمدرسة البطريركية هناك. و في 1957 عُين سكرتيرًا للبطريركية بالإسكندرية و في 1960 صار وكيلًا للبطريركية إلى 1966. و في 1967 عُين رئيسًا للكلية الإكليريكية برياق.
عُين نائبًا بطريركيًا لمصر و السودان و أسقفًا فخريًا للنوبة في 9 سبتمبر 1968 و تمت رسامته بوضع يد البطريرك مكسيموس الخامس حكيم في كاتدرائية القديس إلياس في بيروت في 1 ديسمبر 1968 و شارك في رسامته الأسقفان إلياس الزغبي و يوسف إلياس طويل. و قام إبان أسقفيته برسامة جورج بكر كاهنًا في 1973 و من ثم شارك في رسامته أسقفًا في 2006. كما شارك في رسامة الأسقف جوزيف جول زيري في 2001.
أثناء نيابته البطريركية بمصر قام بتجديد كاتدرائية القيامة بالفجالة عام 1971، و مرة أخرى عام 1979، و كنيسة مار إلياس بالمدافن عام 1980، و كنيسة سيدة النياح بالمنصورة عام 1982، و كنيسة القديس كيرلس في مصر الجديدة عام 1983، و كنيسة النبي إلياس ببور سعيد - التي أصيبت في حرب 1967 - و كنيسة سيدة البشارة بشبرا عام 1985، و بين عامي 1992 و2001 وجه بإصلاح و تجديد كل الكنائس التي تضررت جراء زلزال القاهرة.
تم تعيينه في 1992 إكسارخوسًا بطريركيًا على مصر و السودان، و في 1998 صار نائبًا بطريركيًا لنفس المنطقة و أسقفًا مساعدًا لأنطاكية.
تقاعد في 21 يونيو 2001 و توفي 29 ديسمبر 2011 و أقيمت جنازته بكاتدرائية القيامة للروم الملكيين الكاثوليك بحي الظاهر بالقاهرة في 3 يناير 2012.